# Dominique Sagot-Duvauroux
 (février 2018).
Pour les articles homonymes, voir Sagot-Duvauroux.
Dominique Sagot-Duvauroux est un économiste français, professeur à l’université d'Angers. Né à Vincennes en 1958, il est titulaire d'un doctorat de l'université Paris 1 Panthéon-Sorbonne obtenu en 1985. Il vit à Nantes. 
Il est spécialiste des questions d’économie culturelle.

## Biographie et travaux
Dominique Sagot-Duvauroux a été le directeur de 2006 à 2012 du Groupe de recherche angevin en économie et en management (GRANEM, EA 7456). 
Il a été directeur adjoint de l’école doctorale DEGEST de 2012 à 2016, université Nantes Angers Le Mans, Pays de la Loire.
Il est depuis 2017 directeur de la Structure Fédérative de Recherche (SFR) Confluences de l'Université d'Angers qui regroupe les 8 laboratoires de lettres-Langues, Sciences Humaines et Sociales.
Il est par ailleurs Guest Professor à l’université des arts de Belgrade (Serbie), membre du conseil d'administration du Fonds régional d'art contemporain des Pays de la Loire, membre du comité directeur de l’association Gens d'images.
Il réalise régulièrement des recherches et rapports d’expertise pour le ministère de la Culture français.
Il a publié des ouvrages et articles scientifiques notamment sur le marché de l'art,  la photographie, le spectacle vivant, les fondements de l'intervention publique, les droits de propriété intellectuelle. 
Dominique Sagot-Duvauroux met en lumière dans ses travaux les spécificités économiques des activités artistiques. Il défend l'intervention publique dans la culture tout en en montrant les limites et souligne l'intérêt de combiner aides automatiques et aides sélectives. Il mobilise le courant théorique de l'économie des conventions  pour analyser la construction de la valeur artistique d'un monde de l'art à l'autre. D'un point de vue plus général, il s'interroge sur les conséquences de la flexibilité et de la mobilité du travail sur l'équilibre social des territoires. Il explique dans une interview : « L’économie, c’est d’abord améliorer le bien-être des gens, pas uniquement les performances des entreprises […] l'équilibre d’une ville repose beaucoup sur la multiplicité des engagements de terrain, peu compatibles avec une forte mobilité économique de la main d’œuvre. »

## Publications

### Années 1990
- Le Marché de l'art contemporain en France, prix et stratégies, avec Pflieger S., Rouget B, La Documentation française, 1991, 205 p.
- Le Marché des tirages photographiques, avec Pflieger S., La Documentation française, 1994.
- Économie des politiques culturelles, avec Farchy J., Presses universitaires de France, 1994.
- Économie des arts plastiques, une analyse de la médiation culturelle, avec Rouget B., L'Harmattan, 1996.

Années 2000
- Les Arts de la rue, portrait économique d’un secteur en pleine effervescence, avec Dapporto E., 2000, La Documentation française, collection Questions de culture, 337p. plus annexes.
- Les Galeries d’art contemporain en France, (avec Françoise Benhamou et Nathalie Moureau), La Documentation française, 2001.
- L’Économie des fusions et acquisitions, avec Coutinet N Repères, éditions La Découverte, 2003.
- La Propriété intellectuelle c’est le vol ?, Les Majorats littéraires de Proudhon et Autres textes choisis, Les Presses du réel, 2003.

### Années 2010
- « Quels modèles économiques pour les marchés de la photographie à l'heure du numérique ? » , dans :  Les cahiers Louis Lumière , n° 7, Nouvelles perspectives pour les photographes professionnels, juillet 2010, p. 85-95.
- Musiques actuelles, ça part en live, en coll. avec G. Guibert,  IRMA editions et DEPS Ministère de la Culture, Paris, 2013.
- Culture et créativité, les nouvelles scènes, coordination du dossier spécial de L'Observatoire, n°47, hiver 2016.
- Le Marché de l'art contemporain (2006) (avec Nathalie Moureau), coll. « Repères, n° 450 », Paris, éditions La Découverte, 128 pages • (3e édition), 2016   (ISBN 978-2-70719-239-4) .
- Collectionneurs d'art contemporain, un acteur méconnu de la vie artistique, La Documentation française, collection Questions de culture, en collaboration avec N. Moureau et M. Vidal, 2016.